# En busca del brillante perdido
 En busca del brillante perdido es una película de Argentina filmada en Eastmancolor dirigida por Sergio Móttola sobre el guion de Gustavo Ghirardi que se estrenó el 16 de enero de 1986 y que tuvo como actores principales a Juan Ramón, Sonia Rivas, Olga Zubarry, Alberto Mazzini y Alfonso Pícaro.

## Sinopsis
Un excantante mexicano y una estudiante de antropología musical tienen un romance en una historia vinculada a la búsqueda de una valiosa piedra preciosa.

## Reparto
Intervinieron en el filme los siguientes intérpretes:
| Actor              | Personaje |
| ------------------ | --------- |
| Juan Ramón         |           |
| Sonia Rivas        |           |
| Olga Zubarry       |           |
| Ricardo Bauleo     |           |
| Franco Neri        |           |
| Alfonso Pícaro     |           |
| Juan Carlos Galván |           |
| Elsa Berenguer     |           |
| Alberto Mazzini    |           |
| Vanina Casal       |           |
| Carlos Torres Vila |           |
| Julián Favre       |           |
| Paola Papini       |           |
| Agó Franzetti      |           |
| Fabián Pizzorno    |           |
| Pino D'Angelo      |           |
| Laura Delich       |           |
| Cecilia Shapiro    |           |
| Juan Duggan        |           |

## Comentarios
Claudio España en La Nación opinó:

«(Los responsables de) En busca del diamante perdido, lo primero que economizaron fue talento e imaginación.»

Manrupe y Portela escriben:

«Intrascendente y repetida historia en la que cabe lamentar la presencia de Olga Zubarry.»